# Vòng loại Giải vô địch bóng đá thế giới 2006 – Khu vực châu Âu (Vòng 2)
Vòng loại giải vô địch bóng đá thế giới 2006 khu vực châu Âu (vòng 2) là vòng đấu play-off được tổ chức theo thể thức lượt đi-lượt về giữa các đội tuyển bóng đá tới từ các quốc gia châu Âu (chính xác hơn là thành viên của UEFA) để quyết định 3 suất cuối cùng tham dự vòng chung kết World Cup 2006.
Theo quy định của vòng loại khu vực châu Âu. 8 đội đứng đầu bảng cùng với 2 đội nhì có thành tích tốt nhất sẽ được nhận vé vào vòng chung kết. 6 đội xếp thứ 2 còn lại ở các bảng sẽ được chia thành 2 nhóm dựa theo vị trí của mỗi đội trên Bảng xếp hạng bóng đá nam FIFA tháng 9 năm 2005.
Nhóm 1
- Cộng hòa Séc
- Tây Ban Nha
- Thổ Nhĩ Kỳ

Nhóm 2
- Na Uy
- Slovakia
- Thụy Sĩ

Lễ bốc thăm phân cặp thi đấu giữa nhóm 1 và nhóm 2 được tổ chức vào ngày 14 tháng 10 năm 2005 tại trụ sở chính của FIFA ở Zürich.
luật bàn thắng sân khách cũng được áp dụng trong các trận đấu play-off và, nếu cần thiết, sẽ có hiệp phụ và loạt sút luân lưu ở cuối trận đấu lượt về. Đội thắng trận play-off được nhận 1 suất tham dự vòng chung kết World Cup 2006.

## Lượt đi
| Tây Ban Nha                                                             | 5 – 1    | Slovakia   |
| ----------------------------------------------------------------------- | -------- | ---------- |
| Luis García 10', 18', 74' · Fernando Torres 65' (ph.đ.) · Morientes 79' | Chi tiết | Németh 49' |

| Thụy Sĩ                    | 2 – 0    | Thổ Nhĩ Kỳ |
| -------------------------- | -------- | ---------- |
| Senderos 41' · Behrami 86' | Chi tiết |            |

| Na Uy | 0 – 1    | Cộng hòa Séc |
| ----- | -------- | ------------ |
|       | Chi tiết | Šmicer 31'   |

## Lượt về
| Slovakia    | 1 – 1    | Tây Ban Nha |
| ----------- | -------- | ----------- |
| Hološko 50' | Chi tiết | Villa 71'   |

Tây Ban Nha thắng với tổng tỉ số 6–2.
| Thổ Nhĩ Kỳ                                | 4 – 2    | Thụy Sĩ                        |
| ----------------------------------------- | -------- | ------------------------------ |
| Tuncay 22', 36', 89' · Necati 52' (ph.đ.) | Chi tiết | Frei 2' (ph.đ.) · Streller 84' |

Thụy Sĩ 4–4 Thổ Nhĩ Kỳ. Thụy Sĩ thắng nhờ luật bàn thắng trên sân khách.
| Cộng hòa Séc | 1 – 0    | Na Uy |
| ------------ | -------- | ----- |
| Rosický 35'  | Chi tiết |       |

Cộng hòa Séc thắng với tổng tỉ số 2–0.